# 1184 Gaea
1184 Gaea este un asteroid din centura principală, descoperit pe 5 septembrie 1926, de  astronomul german Karl Reinmuth. 
Asteroidul Gaea a fost numit după zeița greacă a Pământului, cunoscută și sub numele de Gea. Numele a fost ales de către astronomul german Max Wolf, care a făcut observații suplimentare asupra acestui corp ceresc, la Observatorul Heidelberg-Königstuhl.